# 馬皇降臨
《馬皇降臨》，是臺灣漫畫家韋宗成的一部政治漫畫作品。作品以惡搞的手法，影射臺灣政壇幾十位政治人物，以兩位總統——馬英九和陳水扁之間鬥爭的故事為主軸，展現臺灣獨特的選舉文化。
於2009年7月25日在臺北市的國立臺灣大學綜合體育館舉行的第14屆開拓動漫祭上開始發售，接受線上預購。由於在發行之前媒體的廣泛報道和積極宣傳，使漫畫備受關注，成為動漫祭中的焦點，銷量「十分理想」。

## 特點
作品宣稱薈萃了「臺灣的選舉文化、香港漫畫的戰魂、日系漫畫的萌點」三種要素。在情節設定上，的確多是採取香港漫畫形式的誇張化武鬥因素；而人物角色也大多是香港武俠漫畫的風格，角色形象是其影射的人物的寫實重現，不過「騜」和「扁皇」兩個主要角色的形象則比現實年輕許多；而兩個主要的女角色「克莉絲汀·青」和「五十珍」則是用日本少女漫畫的唯美、時尚畫法。
作品中的人物和故事都處處影射現實，人名的設定主要是用諧音，而人物的外號就影射與其有關的政治事件或性格。例如「打虎英雄周武松」是諷刺周錫瑋帶隊上山捉老虎；「衝車將軍」諷刺邱毅指使宣傳車衝擊法院導致警察骨折；「分身七絕謝常霆」諷刺謝長廷的宋七力事件；「深宮怨婦」則是呂秀蓮的自稱。至於「天魔共慘毛擇東」和「川林北腿蔣芥石」則是在《鐵拳無敵孫中山》出現之後網絡上關於近代中國政治的同人作品中毛澤東和蔣介石的稱號。
台灣的許多政治大事都被惡搞成武林爭鬥，三屆總統大選都變成藍教和黑暗軍的對決；三一九槍擊事件被惡搞成是五十珍向扁皇開槍(典故出自日本漫畫家庭教師HITMAN REBORN!的死氣彈)；十六天王拯救騜的情節是惡搞2008年總統大選之前國民黨16位執政縣市長為馬英九、蕭萬長助選的「準備好了」廣告；騜登上尊位後還有看著台灣局勢對台灣虎視眈眈的中共領導人。

## 故事情節及登場角色
故事的主人公「騜」是真龍化身，自小品學兼優的騜是天生的強者，年輕時已給蔣氏父子帶來威脅。騜還遇上了他的伴侶「克莉絲汀·青」。而一心為民的騜注定要與另一個附有龍氣的黑暗強者「扁皇」決一死戰，不過在初次對決中，由於藍教的內鬥以及扁皇的秘密武器「五十珍」，騜被徹底打敗。後來騜得到十六天王的團結相助，終於擊敗了扁皇和其接班人謝常霆，登上尊位，成為真正的皇者。
註：以下角色部分帶有漫畫中官方設定的外號，【】內是角色影射的現實人物。

### 藍教
騜 【馬英九】
本作主角。出生於東方之珠的真龍天子，一出生就有龍氣附身，注定是強者中的強者。騜自小品學兼優，樣樣考試、競賽都拿第一，還會鐵面無私地向老師舉報壞事（如同學偷偷講台語）。在健國中學就讀時，偶然遇到他的終身導師蔣經摑，蔣經摑向父親蔣芥石報告發現真龍附身之人時，蔣芥石都為之震驚。
進入第一學府之後，與其終生最大的宿敵——隔壁班的扁皇相遇，強者見面只能相戰，但被教授勸和。畢業之後，他覺得自己仍需修練，就有游到釣魚台上將其封印燈塔轟掉，得到大和戰氣武學真經。之後他又進入武學聖地中華民國國軍中修煉，有一次為了為戰友將功補過，隻身橫跨台灣海峽，與匪軍激戰十日，取匪高官首級數十顆。
退役後，到深山進行修練，與未來妻子克莉絲汀·青相遇。和克莉絲汀結婚後，到了美國，進入律師事務所，打擊不法分子；夜晚則化身青鋒俠打擊罪惡。同時他和克莉絲汀也經營者小餐館，經常遇到黑幫分子無理取鬧，不過無論如何，他總是會笑容可掬地說「謝謝指教」。
回台後不久就受到繼承尊位的蔣經摑的邀請到至尊府，傳授給騜武林秘笈。但因此遭到宋礎瑜的妒忌而被列入門禁黑名單，自此再也不能見到蔣經摑，連蔣經摑逝世時也不肯讓他進入會場見經摑先生的最後一面。
受到如此屈辱的騜決心再回到深山修練，但是吳柏公的拜訪使他依然出山對付打算奪取尊位的扁皇，在對戰中，扁皇使出可以散發出洗腦魔音的秘密武器：五十珍，使騜不得不釋放出自己所有能量，被打得只剩下微弱的氣息。
嚴重受傷的騜被克莉絲汀帶回，用百年修行的智慧和珍貴藥材進行治療，但是沒有明顯的氣色。吳柏公於是召集了十六天王團結一致為騜運功，使騜皇者再臨。騜決定面對自己的命運，去鏟除扁皇。
在十六天王和衝車將軍的幫助下，扁皇以及五十珍的黑氣都未能發生作用，騜使出藍色戰氣一百重天「謝謝指教」將扁皇和五十珍和諧了。儘管又遭到謝常霆的猛烈偷襲，但是騜毫髮未損，又用皇者戰氣第五十重天將謝常霆徹底擊敗。騜成為真正的皇者，光明重回大地。
克莉絲汀·青 【周美青】
騜的妻子，真身是雷鋒塔內修煉五百年的青蛇，從出身到結婚之前都沒穿過裙子。偶然遇上正在深山修練的騜而一見鍾情，不久後與其結婚。克莉絲汀護夫心切，一直守護在騜的身邊保護著他。
重情重義 吳柏公 【吳伯雄】
藍教內一個重情重義的要員，很關心和照顧騜。他受三大強者所托，找騜出山對付扁皇，導致騜嚴重受傷，為此十分內疚，後來他找到十六天王拯救了騜，使皇者再臨。
川林北腿 蔣芥石 【蔣介石】
神掌傳人，在1950年被天魔功傳人毛擇東打敗，流亡到一個叫台灣的小島。晚年在士林官邸居住，在從兒子口中知道真龍天子騜的出現之後，感嘆蔣家的沒落。
永遠導師 蔣經摑 【蔣經國】
蔣芥石的兒子。在中華商場購買《諸葛四郎》漫畫時偶然遇上騜，發現騜的真龍天子身份後馬上向父親報告。在父親逝世後继位成為皇者，在騜回台不久時就邀請騜相見，向騜傳授武林秘笈。他是騜最尊敬的導師。
衝車將軍 【邱毅】
其衝車無人可擋。其假髮阻絕五十珍的心靈控制。

#### 藍教三強者
鐵頭霸者 聯戰哥 【連戰】
藍教高層三強者之一。曾託吳柏公找騜對付扁皇，但在騜為難之時卻不出手相救，只想坐收漁利。後來和宋礎瑜一起號召50萬武林中人欲一舉消滅扁皇，卻被扁皇和五十珍打敗。
八面玲瓏 王京平 【王金平】
藍教高層三強者之一。同樣不愿救騜。
大內高手 宋礎瑜 【宋楚瑜】
藍教高層三強者之一。曾因為妒忌而阻止騜進入至尊府，在騜危難時同樣不愿救騜。後與聯戰哥一起號召50萬武林中人欲一舉消滅扁皇，卻被扁皇和五十珍打敗。

#### 十六天王
台中王公 黃眾昇 【黃仲生】
十六天王之一，台中縣縣長。
貓空鐵漢 郝瀧冰 【郝龍斌】
十六天王之一，台北市市長。貓空、貓空纜車為台北市著名景點，外型源自哆啦a夢的胖虎。
諸羅女神 黃閔慧 【黃敏惠】
十六天王之一，嘉義市市長。諸羅為嘉義之舊稱。
竹山皇者 李巢清 【李朝卿】
十六天王之一，南投縣縣長。竹山鎮位於南投境內。
幸福車王 林正澤 【林政則】
十六天王之一，新竹市市長。「幸福」指新竹市每每在天下雜誌舉辦的「幸福城市」調查結果中名列前茅；車王則是暗喻2009年6月10日於該市南寮漁港發生飆車族打死民眾的事件，藉以諷刺幸福城市名不符實。
卦山尊者 卓博源 【卓伯源】
十六天王之一，彰化縣縣長。卦山係指地標八卦山。
關山空服 鄺莉甄 【鄺麗貞】
十六天王之一，台東縣縣長。關山鎮位於台東境內；鄺麗貞曾任空服員。
洄瀾掌門 謝紳衫 【謝深山】
十六天王之一，花蓮縣縣長。洄瀾為花蓮舊稱。
貓裡館主 劉正洪 【劉政鴻】
十六天王之一，苗栗縣縣長。貓裡為苗栗舊稱。
打虎英雄 周武松 【周錫瑋】
十六天王之一，臺北縣縣長。打虎英雄、武松皆影射周錫瑋於2007年6月9日引發的打虎事件。
蘭陽神拳 呂幗樺 【呂國華】
十六天王之一，宜蘭縣縣長。蘭陽為宜蘭之別稱，例蘭陽平原。
竹塹之星 鄭詠津 【鄭永金】
十六天王之一，新竹縣縣長。竹塹為新竹之舊稱，新竹市現址為舊平埔族竹塹社。
震怒教主 胡智薔 【胡志強】
十六天王之一，台中市市長。胡志強任市長期間，每遇治安事件常言「震怒」。
西瀛霸島 王錢伐 【王發】
十六天王之一，澎湖縣縣長。西瀛為澎湖別稱。
航空專家 朱力輪 【朱立倫】
十六天王之一，桃園縣縣長。桃園縣以國際機場著名。
雨港船長 張龍峒 【張通榮】
十六天王之一，基隆市市長。雨港為基隆之別稱。

### 黑暗軍團
扁皇 【陳水扁】
黑暗龍王，與騜一樣懷有強大的龍氣，在第一學府時代就已經清楚知道和騜的對決宿命，當時就和騜有過交手，但被教授阻止。後來靠強大的黑暗龍氣迅速壯大，不斷攻擊藍教的人馬，並意圖在李登揮引退後奪取尊位。面對黑暗軍來勢洶洶的挑戰，藍教無能為力，只好派騜去對付扁皇，但是扁皇用其秘密武器——妻子五十珍輕易將騜打得落花流水，順利登上尊位。
在位期間，來自藍教強者蓮戰哥和宋礎瑜想消滅他，但是五十珍向他開槍，扁皇的闇黑殺氣吞噬一切，將50萬人化為烏有。之後紅衫軍領袖施名德帶領百萬大軍圍剿他，但是也被扁皇旗下的四大天王打致覆滅。
在最後，騜在十六天王下皇者再臨，扁皇最終被騜的藍色戰氣一百重天「謝謝指教」打敗。他和夫人五十珍都被強大的戰氣和諧了，只留下他和五十珍幸福的笑容。
五十珍 【吳淑珍】
扁皇的妻子，同時也是扁皇的秘密武器。雖然坐著輪椅，但魔力如千萬個殺人狂魔般令人戰栗。她能散發出諸如「你的就是我的」、「show me the money」等腦電波，可以侵入人的腦部深處，從而達到心靈控制。在扁皇和騜的首次對決中，她令騜只剩下一絲氣息殘存；在扁皇和騜的終極對決中，由於十六天王和衝車將軍的協助，騜成功打敗了扁皇夫婦，最後只剩下她和丈夫的恩愛映像。
闇黑軍師 秋異人 【邱義仁】
黑暗軍的軍師。

#### 黑暗四大天王
分身七絕 謝常霆 【謝長廷】
黑暗軍四大天王之一。扁皇的接班人，登場時自稱劉得華。其「綠色戰氣」可以使任何血肉之軀化為烏有。他花了許久的時間才擊敗了施名德的百萬紅衫軍攻勢。在騜皇者再臨擊敗扁皇之後，在背後偷襲了騜，把騜打飛到300公里外，連壹零壹通天樓也倒地，但是騜卻絲毫未損。最後被騜的皇者戰氣打敗。分身七絕為諷刺謝常霆與宗教人物宋七力之關係。
智慧燈光 蘇偵菖 【蘇貞昌】
黑暗軍四大天王之一，登場時自稱郭富成。
蘭陽水牛 游襲昆 【游錫堃】
黑暗軍四大天王之一，登場時自稱張學有。因為呂繡連的攻擊而和她打了起來。
深宮怨婦 呂繡連 【呂秀蓮】
黑暗軍四大天王之一。因為想當張學有，不滿當黎民，狠狠地攻擊了游襲昆。

### 其他人物
東瀛霸者 李登揮 【李登輝】
來自東瀛的霸者，擊敗了蔣經摑逝世後的眾多競爭對手，登上尊位，十多年來無人敢挑戰其地位。後來因為年事已高決定引退，引發群雄逐鹿。
靈幻道長 施名德 【施明德】
江湖術士。百萬紅衫軍的領袖，因為相信「正直和善良會回來」，帶領紅衫軍決心誅除妖孽，以人力磁場組織黑暗軍團。雖然與謝常霆平分秋色，但是被扁皇打敗，紅衫軍亦被黑暗軍四大天王的狙擊，全軍覆沒；卻為吳柏公召集十六天王去救騜贏得了時間。
聯邦提刑官 李菖裕 【李昌鈺】
在五十珍向扁皇開槍之後負責調查的聯邦提刑官，對複雜的案情感到不解，直到扁皇的一笑。
白素貞【白娘子】
克莉絲汀·青的姊姊，真身是於雷鋒塔修煉五百年的白蛇，支持克莉絲汀嫁給騜。
志兼 【志光】
設定上戲仿香港漫畫《晚孃傳奇》中的角色志光，外型上則是模仿了王世堅。
美國華人地區的龍頭大佬。因騜在美國時得罪了當地的犯罪組織，於是他們請志兼出面；而志兼則找來了基克森五兄弟羞辱騜。最終被基克森五兄弟羞辱。
基克森五兄弟 【基頭四】
與美國著名黑人家族樂團「傑克遜五兄弟」諧音，但與其并無任何影射關係；戲仿的對象為香港漫畫《海虎Ⅱ》中受波士「瘋牛」之命凌辱白次男的四人組「基頭四」。
「基界最變態的高手」，受志兼命令去羞辱騜。他們用極度淫賤、變態的眼光打量著騜身上的每寸肌肉。結果遭到克莉絲汀·青「先下手為強」的襲擊，五兄弟中的大哥甚至永遠失去了身為男性的尊嚴；他們將恥辱和憤怒發泄在聘請他們的志兼身上。

### 中國大陸方面
天魔共慘 毛擇東 【毛澤東】
天魔功傳人，在1950年的中國與神掌傳人蔣芥石惡鬥，最終取得勝利。
國家主席 胡錦韜 【胡錦濤】
中國的國家主席，在外星星球看到騜打敗扁皇成為皇者時得意地說「解放台灣的時候到了」。
國務總理 溫佳寶 【溫家寶】
中國的國務總理，坐在胡錦韜身旁贊美他「英明」，喝著三鹿牌沖泡牛奶。
小女孩 【林妙可】
坐在溫佳寶右側肩膀上，穿著連衣裙的小女孩，在唱著《歌唱祖國》。
CCAV 【CCTV】
穿著暴露，胸部上寫著「CCAV」，右肩上紋著五星的巨乳雙馬尾女子。在「啊…啊…」地呻吟著。
楊叔 【楊永信】
穿著西裝，帶著眼鏡，面目猙獰的精神病醫生，一群孩子在他身後痛苦地叫著「楊叔救我！」
城管、草泥馬
一群城管在牽著一個龐大的「草泥馬」。

## 外部連結
- （繁體中文）馬皇降臨預購頁 （页面存档备份，存于）